# Cainan Wiebe
Cainan Wiebe (* 27. August 1995 in British Columbia) ist ein kanadischer Schauspieler.
Er begann seine berufliche Laufbahn als Kinderschauspieler im Alter von acht Jahren. Wiebe ist zweifacher Young-Artist-Award-Gewinner und wurde fünf Mal nominiert. Er spielte Rollen unter anderem in Air Buddies – Die Welpen sind los und Herkules und die Sandlot Kids 3.

## Filmografie (Auswahl)
- 2006: Air Buddies – Die Welpen sind los
- 2006: Black Christmas
- 2007: Herkules und die Sandlot Kids 3
- 2008: Snow Buddies – Abenteuer in Alaska (Snow Buddies)
- 2009: Supernatural (Fernsehserie, Episode 4x13)
- 2010: Gregs Tagebuch – Von Idioten umzingelt!
- 2010: Der 16. Wunsch
- 2010: Werwolf wider Willen

## Auszeichnungen
- 2009: Young Artist Award als „Bester Schauspieler in einem Kurzfilm“ für den Film A Pickle
- 2011: Young Artist Award als „Bester Nebendarsteller in einem Fernsehfilm, Miniserie oder Special“ für den Film Der 16. Wunsch